# Podocarpus lucienii
Podocarpus lucienii é uma espécie de conífera da família Podocarpaceae.
Apenas pode ser encontrada na Nova Caledónia.